# Gran icosidodecàedre xato
En geometria, el gran icosidodecàedre xato és un políedre uniforme no convex indexat com a U57. Té un símbol de Schläfli sr{5/2,3} i un diagrama de Coxeter-Dynkin . És un membre xato de la família que inclou el gran icosàedre, el gran dodecàedre estelat i el gran icosidodecàedre.